# アンリ・ムーニエ
アンリ・ジョルジュ・ジャン・イジドール・ムーニエ（Henri Georges Jean Isidore Meunier、 Marc-Henry Meunierとも、1873年7月25日 - 1922年9月8日）はベルギーの版画家、イラストレーターである。

## 略歴
ブリュッセル首都圏地域のイクセルに生まれた。父親は版画家で、おじに彫刻家、画家のコンスタンタン・ムーニエがいる。父親から版画を学んだ後、イクセルの工芸学校で学び、版画家、ポスター画家、書籍の装丁などで働いた。絵葉書やトランプ)、郵便切手のデザインなどもした。
ベルギーのイラストレーターのアンリ・プリヴァ＝リヴモンやジスベール・コンバッツとともにポスター画家として働き、浮世絵版画のように明瞭な輪郭線と平坦な色使いを特徴とする版画を制作した。
フランスで1894年から2年間に渡って毎月出版された版画集のシリーズ「レスタンプ・モデルヌ」("L'Estampe Moderne":現代版画)に作品を提供し、1897年に画集"L'heure du silence "を出版した。イラストレータのジュール・シェレが編集する美術雑誌「Les Maîtres de l'affiche」には3点のムーニエの商業ポスターが選ばれて掲載された。

## 作品

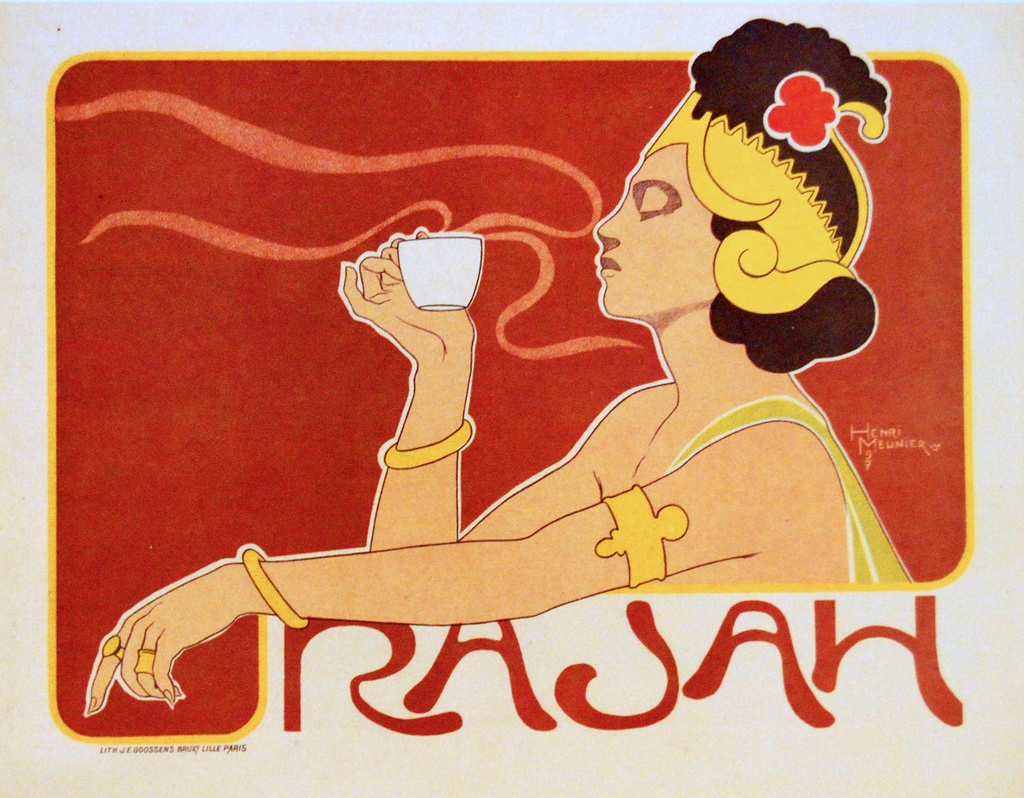
Cafés Rajah (1897)
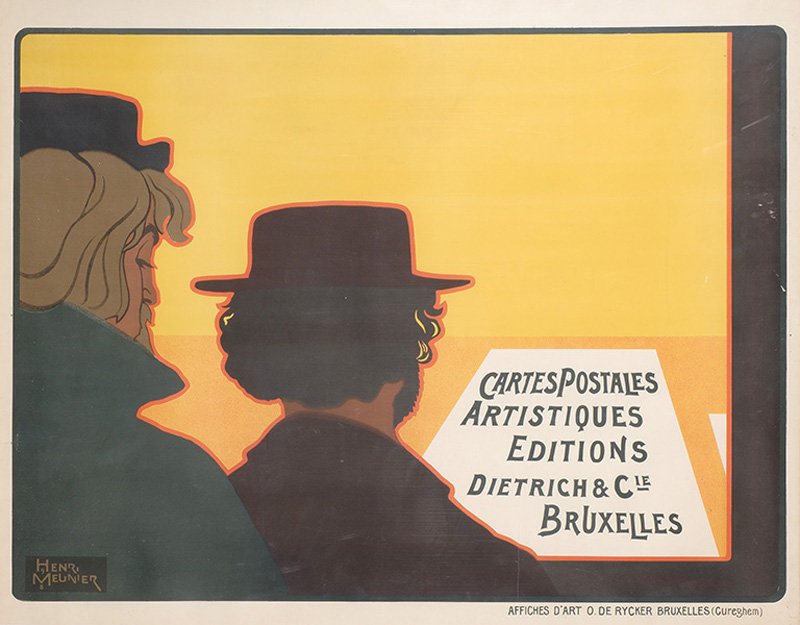
Dietrich & Cieのためのポスター
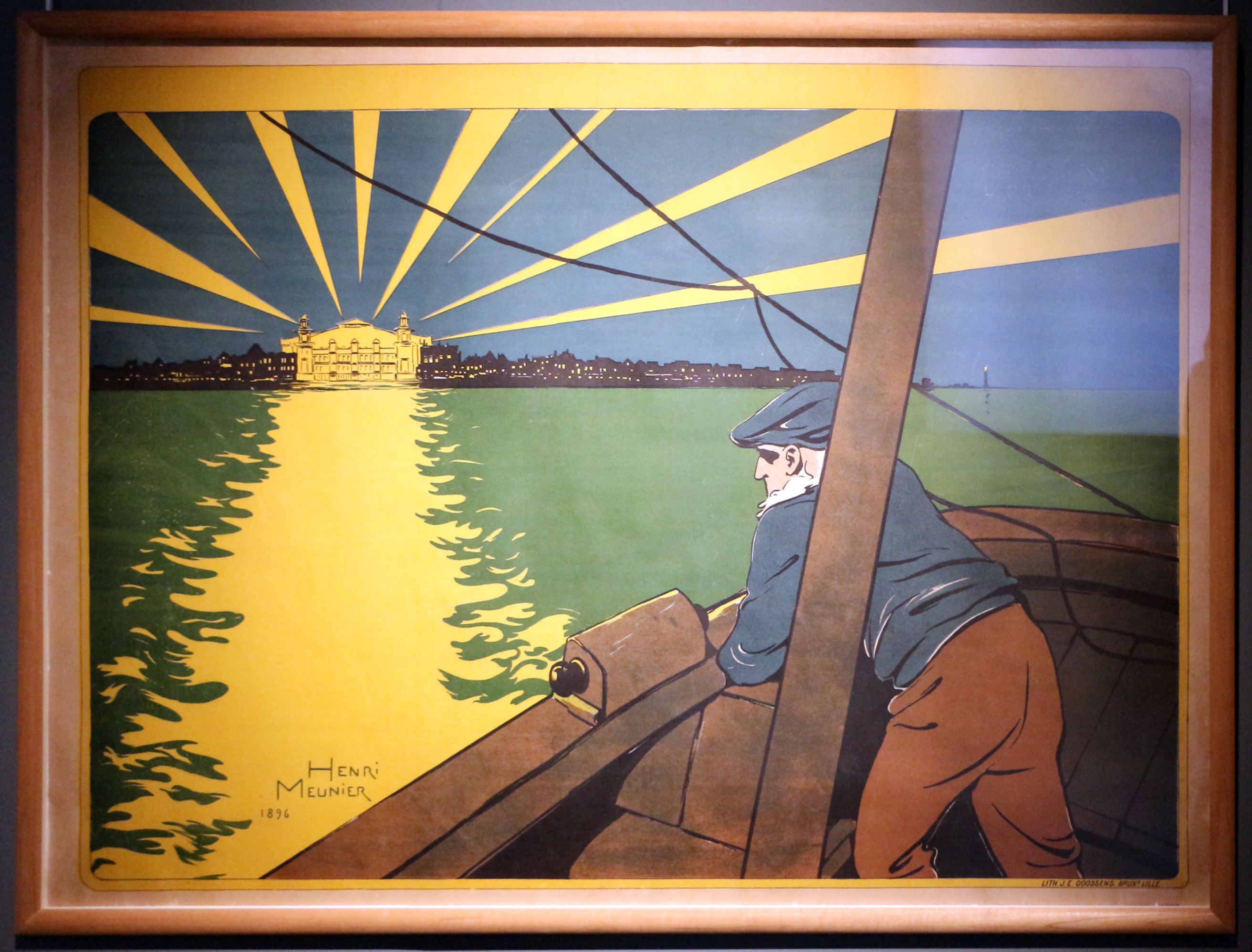
ブランケンベルヘのカジノ(1896)
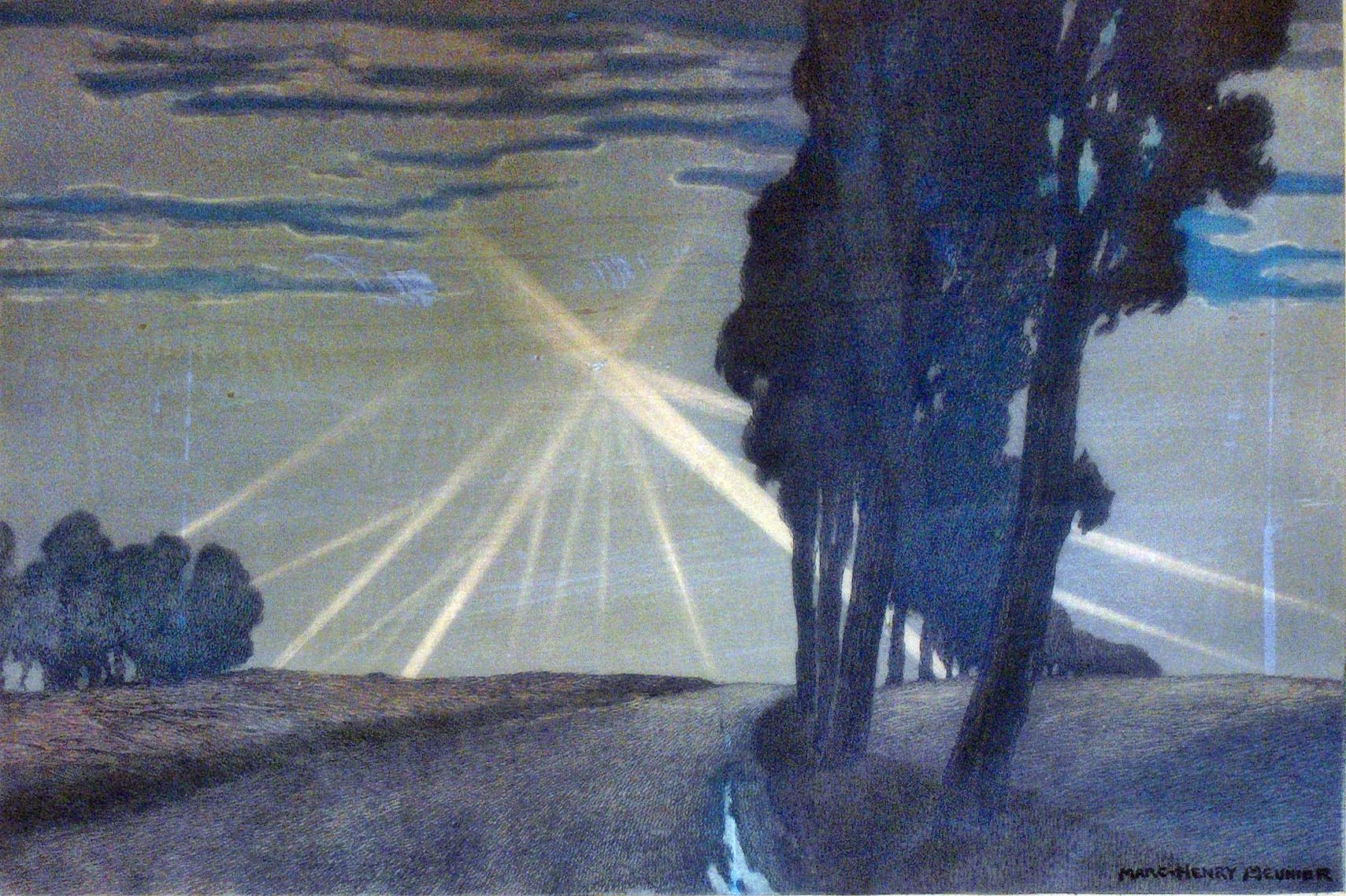
サーチライト(1917)

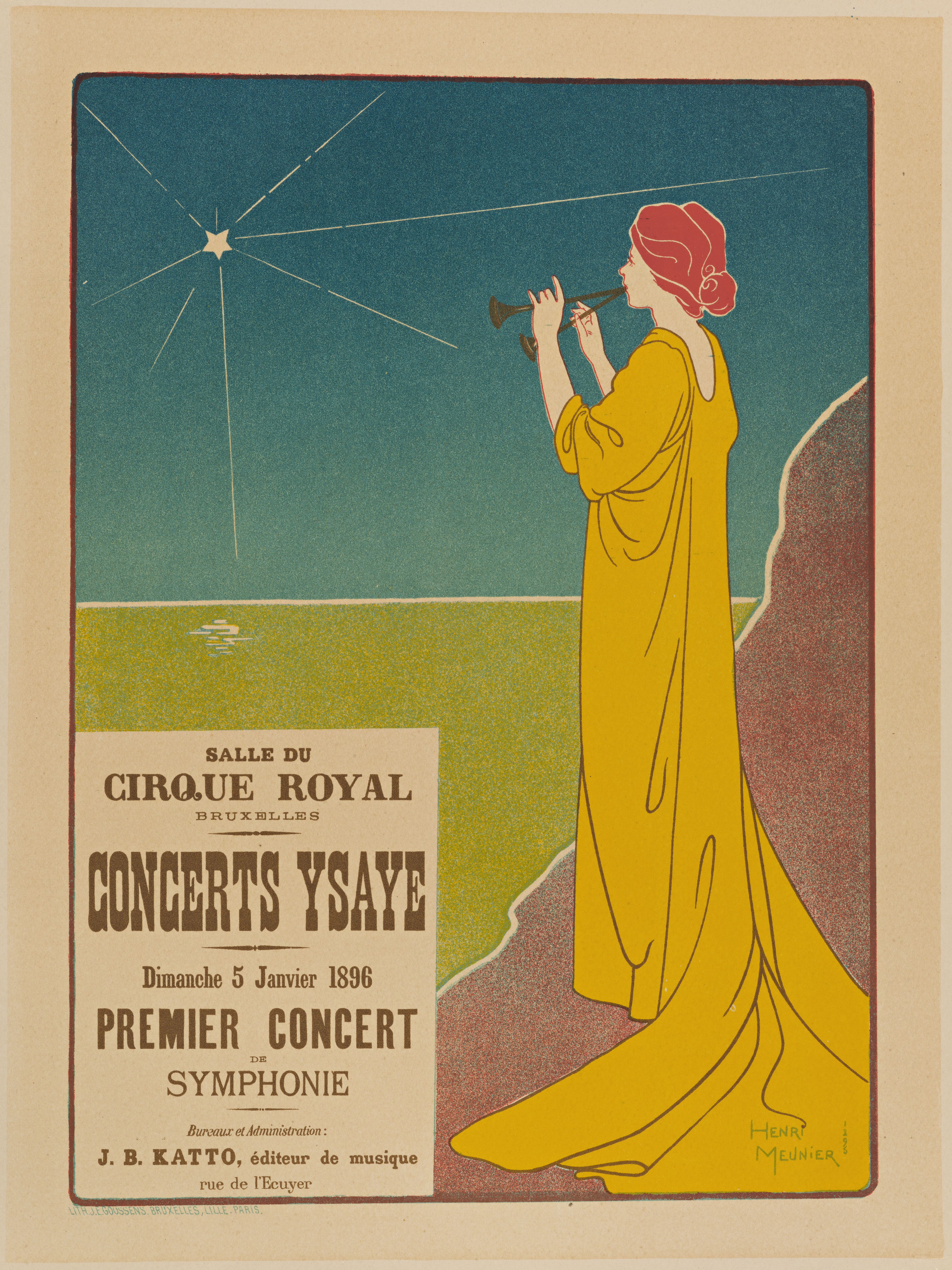
ポスター集に収録されたポスター
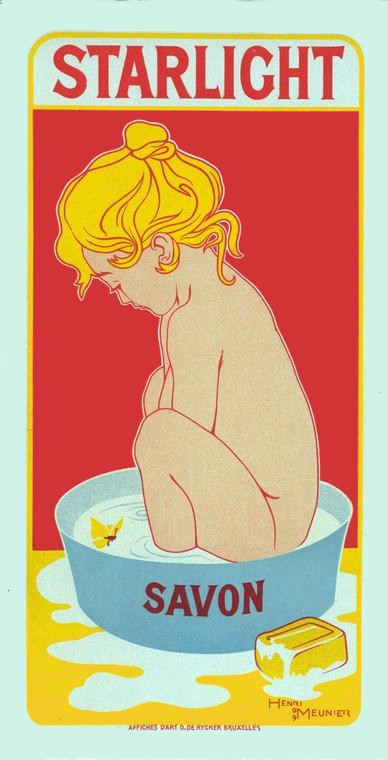
石鹸の広告ポスター
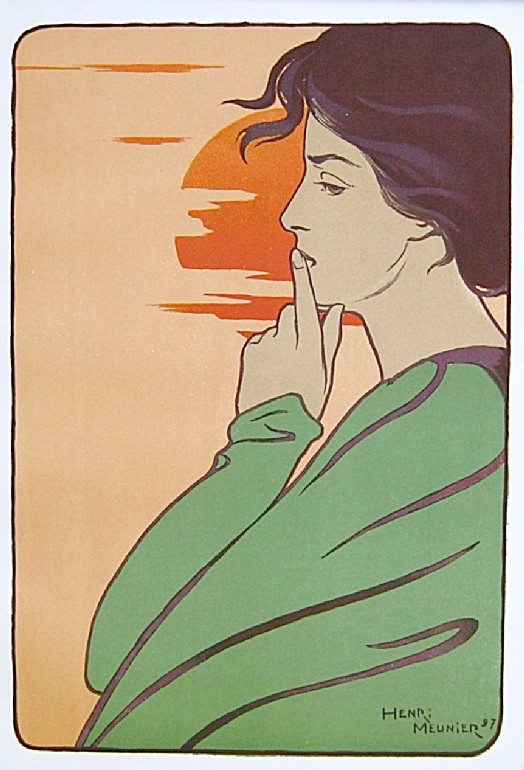
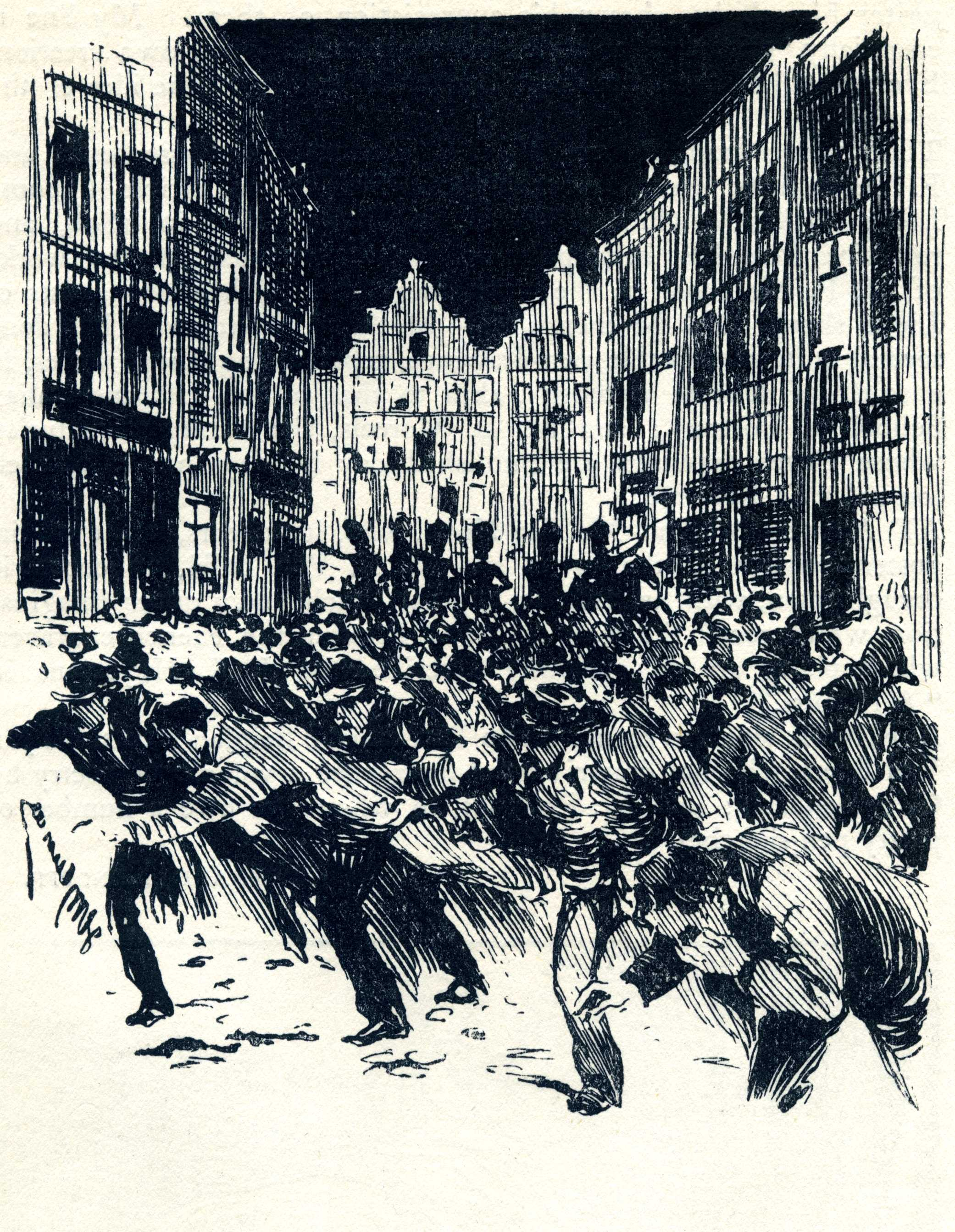
1902年のストライキを鎮圧する兵隊
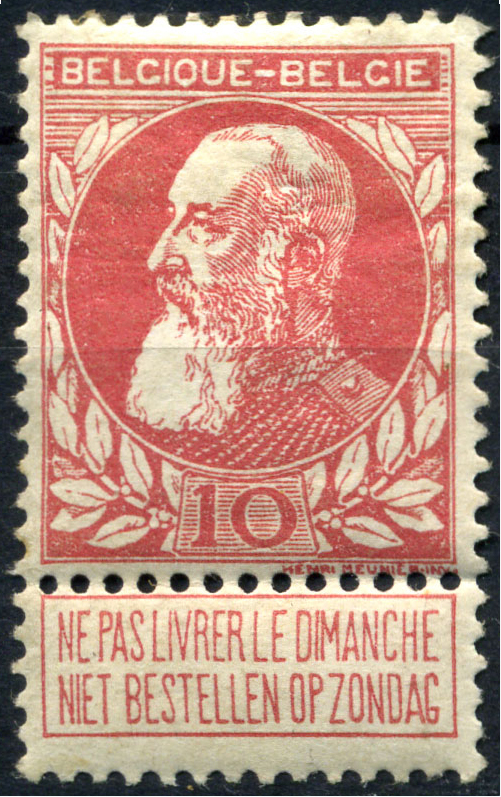
1905年のベルギー切手